# Fosteria spinosa
Fosteria spinosa är en armfotingsart som först beskrevs av Foster 1974.  Fosteria spinosa ingår i släktet Fosteria och familjen Terebratellidae. Inga underarter finns listade i Catalogue of Life.